# سالارک آندامان
سالارک آندامان (نام علمی: Tanaecia cibaritis) نام یک گونه از سرده سالارها است.